# Le Prince de New York
Ne doit pas être confondu avec Un prince à New York.
Pour plus de détails, voir Fiche technique et Distribution.
Le Prince de New York (Prince of the City) est un film américain réalisé par Sidney Lumet et sorti en 1981. Basé sur des faits réels, il explore la corruption au sein du département de police de New York (NYPD) et les conséquences morales et personnelles de la dénonciation. Le scénario, écrit par Jay Presson Allen, est adapté du livre Prince of the City de Robert Daley, lui-même inspiré de la vie de Bob Leuci. Dans le film, le personnage principal, rebaptisé Danny Ciello, est interprété par Treat Williams.
Le Prince de New York suit le parcours de Ciello, membre d'une unité d'élite de la police de New York, qui accepte de collaborer avec une commission enquêtant sur la corruption policière. Le film détaille les dilemmes moraux auxquels Ciello est confronté alors qu'il doit trahir ses collègues et amis tout en luttant contre sa propre culpabilité.
D'une durée de près de trois heures, il se distingue par son traitement approfondi et complexe du sujet, explorant les nuances de la loyauté, de l'intégrité et de la corruption institutionnelle. Lumet, connu pour ses drames urbains et ses explorations du système judiciaire, apporte une approche réaliste et nuancée à ce matériau. À sa sortie, Le Prince de New York reçoit des critiques généralement positives, en particulier pour sa représentation détaillée du fonctionnement interne de la police et du système judiciaire. Le film est nommé pour plusieurs prix, dont l'Oscar du meilleur scénario adapté.
Il est souvent comparé à d'autres œuvres de Lumet traitant de la corruption policière, notamment Serpico (1973), et est considéré comme une exploration significative des défis éthiques auxquels sont confrontés les agents des forces de l'ordre.

## Synopsis
Danny Ciello est membre de l'unité des enquêtes spéciales (SIU - Special Investigations Unit), s'occupant de la lutte antidrogue, au sein de la police de New York. Lui et ses collègues enquêteurs sont appelés les « princes de la ville » car ils ont peu de contraintes et disposent d'une grande latitude pour monter des dossiers contre les accusés. Ils sont également impliqués dans de nombreuses pratiques illégales, telles que le détournement de l'argent des criminels et la fourniture de drogues volées à des informateurs pour la revendre.
Danny a un frère toxicomane et un cousin dans le crime organisé. Après un incident où il bat un junkie pour voler sa réserve d'héroïne, sa conscience commence à le tourmenter. Il est approché par les affaires internes et les procureurs fédéraux pour participer à une enquête sur la corruption policière. En échange de la possibilité d'éviter des poursuites et d'obtenir une protection fédérale pour lui-même et sa famille, il porte un micro et devient un agent infiltré afin de dénoncer d'autres policiers corrompus. Il accepte de coopérer à condition de ne pas avoir à dénoncer ses partenaires, mais ses méfaits passés et ses associés criminels reviennent le hanter.
L'un de ses partenaires se suicide pendant un interrogatoire, et son cousin dans la mafia, qui a aidé Danny, finit par être tué. Tout en avouant trois crimes qu'il a commis dans l'unité des enquêtes spéciales, Danny se parjure en niant les nombreux autres délits qu'il a commis avec ses partenaires. Malgré ses professions de loyauté répétées, il finit par dénoncer tous ses partenaires, dont la plupart se retournent contre lui.

## Fiche technique
- Titre original : Prince of the City
- Réalisation : Sidney Lumet
- Scénario : Jay Presson Allen et Sidney Lumet, d'après le livre Prince of the City de Robert Daley
- Musique : Paul Chihara
- Photographie : Andrzej Bartkowiak
- Montage : John J. Fitzstephens
- Direction artistique : Edward Pisoni
- Décors : Tony Walton
- Costumes : Anna Hill Johnstone
- Production : Burtt Harris
- Société de production : Orion Pictures
- Distribution : Orion Pictures / Warner Bros. (États-Unis)
- Pays de production :  États-Unis
- Langues originales : anglais, espagnol et italien
- Format : couleur (Technicolor) — 1.85:1 — Mono — 35 mm
- Genre : drame, policier
- Durée : 167 minutes
- Dates de sortie : 
  - États-Unis : 19 août 1981
  - France : 13 janvier 1982

## Distribution
- Treat Williams (VF : Patrick Floersheim) : Danny Ciello
- Jerry Orbach (VF : Yves Massard) : Gus Levy
- Lee Richardson (VF : Jean-Claude Michel) : Sam Heinsdorff
- Norman Parker (VF : Daniel Gall) : Rick Cappalino
- Paul Roebling (en) (VF : Mike Marshall) : Brooks Paige
- Bob Balaban (VF : Jean-Pierre Dorat) : Santimassino
- Ron Karabatsos (VF : Claude Joseph) : Dave DeBennedeto
- Ronald Maccone (VF : Francis Lax) : Nick Napoli
- Lindsay Crouse (VF : Jocelyne Darche) : Carlo Ciello
- Peter Friedman : Goldman
- Richard Foronjy (VF : Bernard Tixier) : Joe Marinaro
- Lance Henriksen (VF : Marc François) : Burano
- James Tolkan (VF : Philippe Dumat) : le procureur Polito
- Robert Christian (VF : Robert Liensol) : le roi
- Lane Smith (VF : Georges Berthomieu) : Tug Barnes

## Analyse
Le Prince de New York aborde des thèmes complexes tels que la corruption policière, l'éthique professionnelle et les dilemmes moraux. Le film se démarque par son approche réaliste et son regard sans concession sur le système judiciaire new-yorkais des années 1970. Lumet emploie un style visuel sobre et documentaire, renforçant l'authenticité du récit. L'utilisation fréquente de plans serrés accentue la tension psychologique vécue par le protagoniste, Danny Ciello, interprété par Treat Williams.
La performance de Treat Williams est saluée par la critique pour sa complexité et sa profondeur émotionnelle. Son interprétation nuancée de Ciello, un personnage tourmenté par ses propres actions et celles de ses collègues, constitue l'un des points forts du film. Les personnages secondaires, notamment les collègues policiers de Ciello et les procureurs, sont dépeints avec une grande attention aux détails, offrant un portrait vivant et diversifié du milieu policier new-yorkais de l'époque.

## Production

### Genèse et développement
Le film est basé sur le livre de Robert Daley, Prince of the City, qui raconte l'histoire vraie de Bob Leuci, policier de la brigade des stupéfiants, brigade d'élite de la ville de New York. Il a dénoncé la corruption qui régnait dans sa brigade, entraînant la chute de plusieurs de ses collègues dont certains se sont suicidés.
Lorsque la productrice et scénariste Jay Presson Allen lit le livre, elle est convaincue que c'est un projet idéal pour Sidney Lumet, mais les droits du film ont été vendus à Orion Pictures pour 500 000 dollars en 1978 afin de constituer un projet pour Brian De Palma. Allen fait savoir que si cet accord échoue, elle veut le projet pour Lumet. Brian De Palma passe beaucoup de temps avec Bob Leuci et est fasciné par la séduction du personnage, pourtant dévoré par une grande culpabilité. Il souhaite qu'il soit incarné à l'écran par John Travolta, dont il estime le charme nécessaire pour faire accepter au spectateur les actes du héros. Il écrit le scénario avec David Rabe (en). Finalement Brian De Palma est « débarqué du projet » par Orion Pictures. Juste au moment où Lumet est sur le point de signer pour un autre film, lui et Allen reçoivent l'appel que Prince of the City est à eux.
Allen ne veut pas écrire Prince of the City, juste le produire. Elle est rebutée par la structure non linéaire de l'histoire du livre, mais Lumet ne fera pas le film sans elle, et accepte d'écrire le plan pour elle sous deux conditions : il ne veut pas d'une grande star de cinéma pour jouer Leuci parce qu'il ne « veut pas passer deux bobines à surmonter les associations passées », et la durée du film sera d'au moins trois heures. Lumet et Allen passent en revue le livre et s'accordent sur ce qu'ils peuvent utiliser et ce dont ils peuvent se passer. À son horreur, Lumet vient chaque jour pendant des semaines et griffonne sur des blocs-notes. Elle est terrifiée à l'idée de devoir lui dire que son travail est inutilisable, mais à sa grande joie, le plan est merveilleux et elle se met au travail. C'est son premier projet sur des sujets toujours vivants, et Allen interviewe presque tout le monde présent dans le livre et dispose d'innombrables heures d'enregistrements de Bob Leuci pour se documenter. Avec toutes ses recherches et le plan de Lumet, elle finit par écrire un scénario de 365 pages en 10 jours. Il est presque impossible de vendre au studio un film de trois heures, mais en proposant de réduire le budget à 10 millions de dollars, il accepte. Lorsqu'on lui demande si l'auteur original a quelque chose à dire sur la manière dont son livre est traité, Allen répond : « Pas si je peux l'éviter. Vous ne pouvez pas ouvrir cette boîte de Pandore. Vous vendez votre livre, vous allez à la banque, vous vous taisez ».

### Casting
Lumet choisit Treat Williams après avoir passé trois semaines à lui parler et à l'écouter lire le scénario, puis à le relire avec 50 autres membres de la distribution. Pour se préparer au rôle, l'acteur passe un mois à apprendre le travail de la police, traîne au 23e commissariat de New York, participe à une descente de police et vit avec Leuci pendant un certain temps. Au moment où les répétitions commencent, Williams déclare « Je pense comme un flic ». Lumet se sent coupable de la manière bidimensionnelle dont il a traité les policiers dans son film de 1973 Serpico et dit que Le Prince de New York est sa manière de rectifier cette représentation.
Apparemment, Bruce Willis a un rôle de figurant dans ce film, et Williams lui parle du prochain film de Lumet, Le Verdict,.

### Tournage
Le Prince de New York est entièrement tourné en extérieur à New York entre mars et mai 1980. Avec Le Parrain (1972), c'est le seul grand film hollywoodien à être tourné dans les cinq arrondissements de New York (Brooklyn, Queens, Bronx, Staten Island et Manhattan). Le film est estimé à 10 millions de dollars, mais le réalisateur parvient à le faire pour moins de 8,6 millions de dollars.

## Sortie
Orion distribue le film dans un groupe sélectionné de cinémas pour permettre le temps aux bonnes critiques et au bouche-à-oreille de créer une demande avant une sortie plus large. Il ne peut pas se permettre de publicité télévisée et s'appuie fortement sur les publicités imprimées, y compris une diffusion inhabituelle de trois pages dans le New York Times.

## Accueil

### Réception critique
À sa sortie, Le Prince de New York reçoit des critiques mitigées, certaines se plaignant de sa longueur excessive ou comparant défavorablement la performance de Williams à celle de Pacino dans Serpico, le précédent film de Lumet sur la corruption policière. Roger Ebert du Chicago Sun-Times le qualifie de « très bon film et, comme certains de ses personnages, il veut briser votre cœur. Peut-être qu'il le fera ». Janet Maslin du New York Times loue son « paysage minutieusement détaillé » et affirme que ses « brèves caractérisations sont si finement dessinées que des dizaines d'entre elles se démarquent avec la force de performances majeures ». Elle conclut que le film « commence avec la force et la confiance d'un grand film, et se termine simplement comme un bon film. Le dénouement n'est pas ce qu'il promettait d'être, mais il est excitant et impressionnant malgré tout ».
Le film n'est pas un succès commercial au cinéma, ne rapportant que 8,1 millions de dollars pour un coût de 8,6 millions de dollars. Le Prince de New York obtient un taux d'approbation de 93% sur Rotten Tomatoes, basé sur 27 critiques avec une note moyenne de 7,5/10 Sur Metacritic, il obtient un score de 81% basé sur les critiques de 15 critiques.
Le film est salué par Akira Kurosawa,.

### Réponse des sujets concernés
Le film est considéré comme suffisamment authentique par le chef de la Drug Enforcement Administration (DEA) qu'il appelle Lumet pour obtenir une copie à utiliser pour la formation de la DEA. Cependant, certains responsables de la police critiquent le film pour avoir glamourisé Leuci et d'autres policiers corrompus tout en dépeignant la plupart des procureurs qui ont découvert les crimes de manière négative. John Guido, chef des services d'inspection, déclare : « Les gars corrompus sont les seuls bons gars dans le film ».
Nicholas Scoppetta (en), le procureur spécial qui a aidé à convaincre Leuci de s'infiltrer contre ses collègues (dépeint sous les traits du personnage de Rick Cappalino dans le film), déclare : « Dans le film, il semble que ce soient les procureurs qui négligent la question de savoir où réside la véritable justice et les procureurs semblent être aussi mauvais ou pires que la police corrompue ». En fait, seulement deux des cinq procureurs sur lesquels le film se concentre sont dépeints de manière négative. En particulier, le procureur de district Polito, joué par James Tolkan, est montré comme mesquin et vindicatif. Le personnage est basé sur Thomas Puccio (en), l'assistant du procureur des États-Unis responsable de la Force de frappe fédérale contre le crime organisé à Brooklyn, et Robert Daley est d'accord pour dire qu'il a été traité injustement dans le scénario.
L'un des procureurs qui s'est lié d'amitié avec le personnage de Ciello, et est montré sous un jour très positif, est basé sur le jeune procureur fédéral Rudy Giuliani. Le personnage, Mario Vincente (joué par Steve Inwood (en)), est dépeint comme menaçant de démissionner si le bureau du procureur des États-Unis inculpe Ciello (Leuci) pour des transgressions passées. En général, les procureurs qui ont plaidé contre la poursuite de Leuci sont traités avec sympathie, tandis que ceux qui ont cherché son inculpation sont montrés comme officieux et vindicatifs.

### Distinctions
| Prix                             | Année | Catégorie                               | Nommé                           | Issue      |
| -------------------------------- | ----- | --------------------------------------- | ------------------------------- | ---------- |
| Oscar                            | 1982  | Meilleur scénario adapté                | Sidney Lumet, Jay Presson Allen | Nomination |
| Prix Edgar-Allan-Poe             | 1982  | Meilleur scénario de film (en)          | Sidney Lumet, Jay Presson Allen | Nomination |
| Golden Globes                    | 1982  | Meilleur film dramatique                | Meilleur film dramatique        | Nomination |
| Golden Globes                    | 1982  | Meilleure réalisateur                   | Sidney Lumet                    | Nomination |
| Golden Globes                    | 1982  | Meilleur acteur dans un film dramatique | Treat Williams                  | Nomination |
| Kansas City Film Critics Circle  | 1981  | Meilleur réalisateur                    | Sidney Lumet                    | Lauréat    |
| National Board of Review         | 1981  | Top Ten Films                           | Top Ten Films                   | 6e place   |
| National Society of Film Critics | 1982  | Meilleur film                           | Meilleur film                   | 3e place   |
| National Society of Film Critics | 1982  | Meilleur réalisateur                    | Sidney Lumet                    | Nomination |
| National Society of Film Critics | 1982  | Meilleur scénario                       | Sidney Lumet, Jay Presson Allen | Nomination |
| National Society of Film Critics | 1982  | Meilleur acteur dans un rôle secondaire | Jerry Orbach                    | Nomination |
| New York Film Critics Circle     | 1981  | Meilleur film                           | Meilleur film                   | Nomination |
| New York Film Critics Circle     | 1981  | Meilleur directeur                      | Sidney Lumet                    | Lauréat    |
| New York Film Critics Circle     | 1981  | Meilleur scénario                       | Sidney Lumet, Jay Presson Allen | Nomination |
| New York Film Critics Circle     | 1981  | Meilleur acteur dans un rôle secondaire | Jerry Orbach                    | Nomination |
| Stinkers Bad Movie Awards        | 1981  | Pire acteur                             | Treat Williams                  | Nomination |
| Mostra de Venise                 | 1981  | Lion d'or                               | Sidney Lumet                    | Nomination |
| Mostra de Venise                 | 1981  | Prix Pasinetti                          | Sidney Lumet                    | Lauréat    |
| Writers Guild of America         | 1982  | Meilleure adaptation                    | Sidney Lumet, Jay Presson Allen | Nomination |

## Article annexe
- Psychotrope au cinéma et à la télévision